# Charles Merivale
Pour les articles homonymes, voir Merivale.
Charles Merivale (8 mars 1808 - 27 décembre 1893) est un historien et homme d'église britannique, pendant de nombreuses années doyen de la cathédrale d'Ely. Il est l'un des principaux instigateurs de la première course d'avirons entre Oxford et Cambridge qui a lieu à Henley en 1829.

## Biographie

### Jeunesse
Merivale est le deuxième fils de John Herman Merivale (1770–1844) et de Louisa Heath Drury, fille de Joseph Drury, directeur de Harrow. Il fait ses études à la Harrow School sous George Butler de 1818 à 1824, où ses principaux camarades de classe sont Charles Wordsworth et Richard Chenevix Trench. Il participe au match de cricket Eton contre Harrow en 1824 . En 1824, on lui offre un poste dans la fonction publique indienne et va pendant une courte période au Haileybury College, où il réussit bien dans les langues orientales. Décidant de ne pas faire carrière en Inde, il monte au St John's College de Cambridge en 1826. Entre autres distinctions, il sort quatrième classique en 1830 et, en 1833, il est élu fellow de St John's. Il est membre des Cambridge Apostles, avec comme confrères Alfred Tennyson, Arthur Hallam, Richard Monckton Milnes, William Hepworth Thompson, Trench et James Spedding. Merivale est le principal protagoniste du côté de Cambridge dans l'instigation de l'Oxford and Cambridge Boat Race tenue à Henley on Thames en 1829. Il rame au numéro quatre du bateau de Cambridge dans la course remportée par Oxford .

### Carrière cléricale
Merivale est ordonné diacre en 1833 et prêtre en 1834 et entreprend avec succès une carrière universitaire. Il est nommé prédicateur choisi à Whitehall en 1839. En 1848, il s'installe au collège St Mary's Church, Lawford, près de Manningtree dans l'Essex. Il est nommé aumônier du président de la Chambre des communes en 1863. En 1869, il refuse la chaire d'histoire moderne à Cambridge, mais la même année accepte de Gladstone le doyenné d'Ely, et jusqu'à sa mort se consacre aux intérêts de la cathédrale, recevant également de nombreuses distinctions académiques honorifiques.

### Vie privée

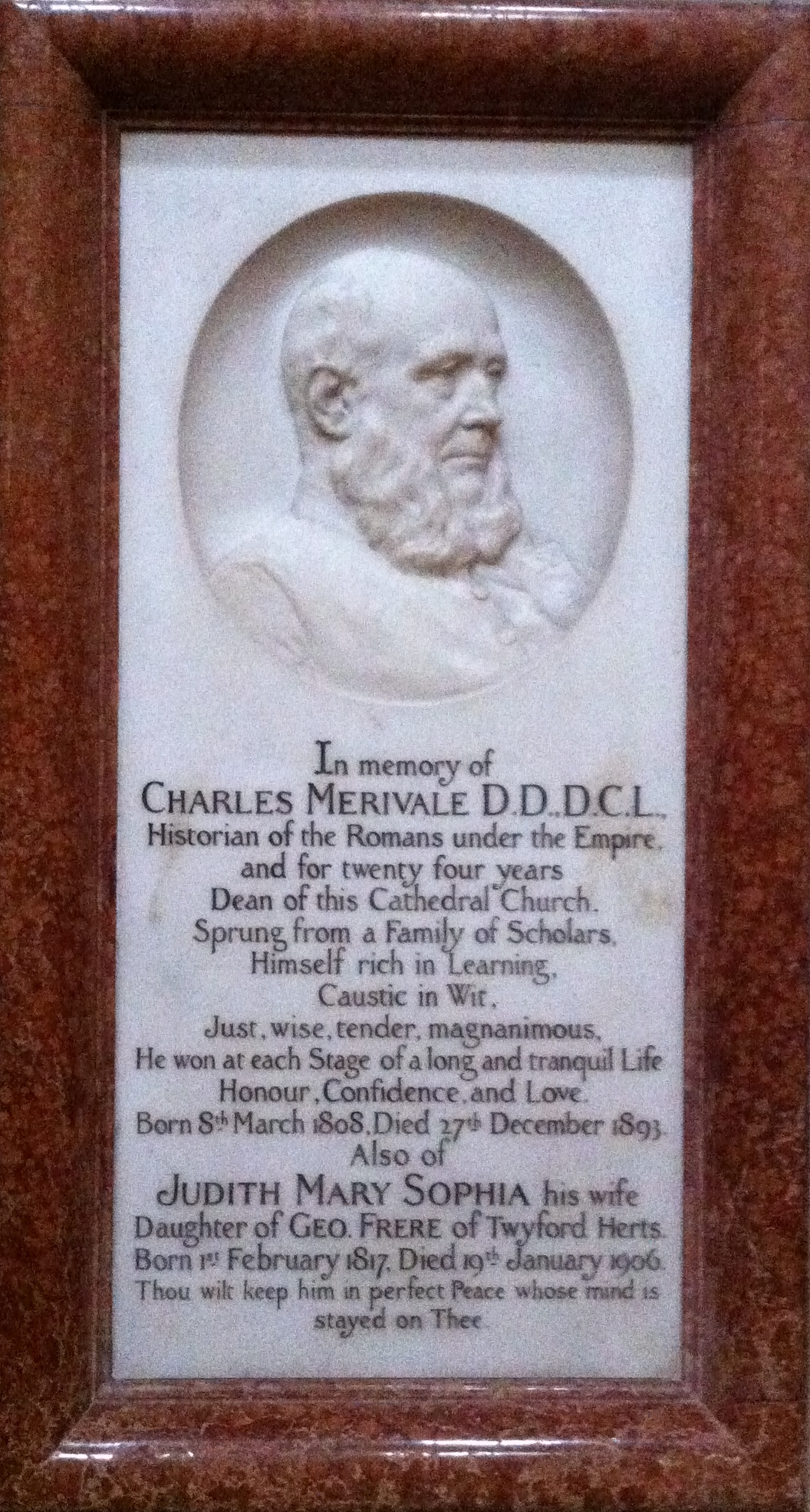
Mémorial à Charles Merivale dans la cathédrale d'Ely

Merivale épouse Judith Mary Sophia Frere, la plus jeune fille de George Frere en 1850. Leur fils John Herman Merivale est le premier professeur anglais d'exploitation minière .
Merivale est décédé à Ely à l'âge de 85 ans. Son mémorial se trouve dans la cathédrale d'Ely et un autre est dans l'église St Mary, Lawford.

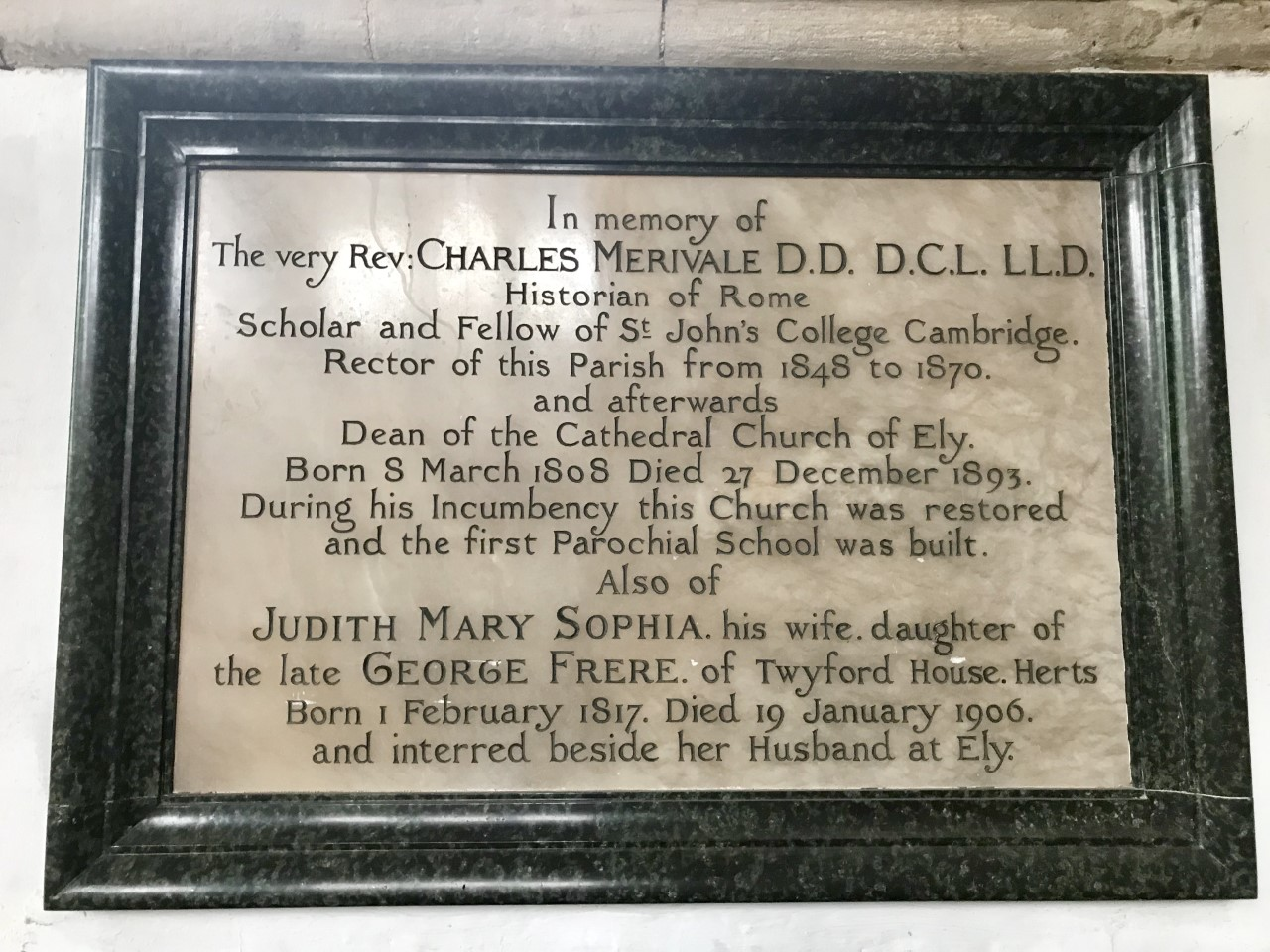
Mémorial à Charles Merivale dans l'église St Mary, Lawford

## Œuvres
L'ouvrage principal de Merivale est Une Histoire des Romains sous l'Empire  en huit volumes, parue entre 1850 et 1862. Il est destiné à combler les lacunes entre l'orientation des œuvres de Mommsen et Gibbon.
Il condense son traitement et élargit sa portée dix ans plus tard pour achever Une histoire générale de Rome depuis la fondation de la ville jusqu'à la chute d'Augustule (1875).
Il écrit plusieurs petits ouvrages historiques comme The Roman Triumvirates (1876) et publie des sermons, des conférences et des vers latins. Son interprétation de l'Hyperion de John Keats en vers latins (1862) a reçu des éloges .